# Höfchen (Kriebstein)
Höfchen ist ein Ortsteil der Gemeinde Kriebstein im Landkreis Mittelsachsen (Freistaat Sachsen). Der Ort wurde am 1. Januar 1994 mit den bisherigen Gemeinden Ehrenberg und Kriebethal zur Gemeinde Kriebstein zusammengeschlossen.

## Geografie

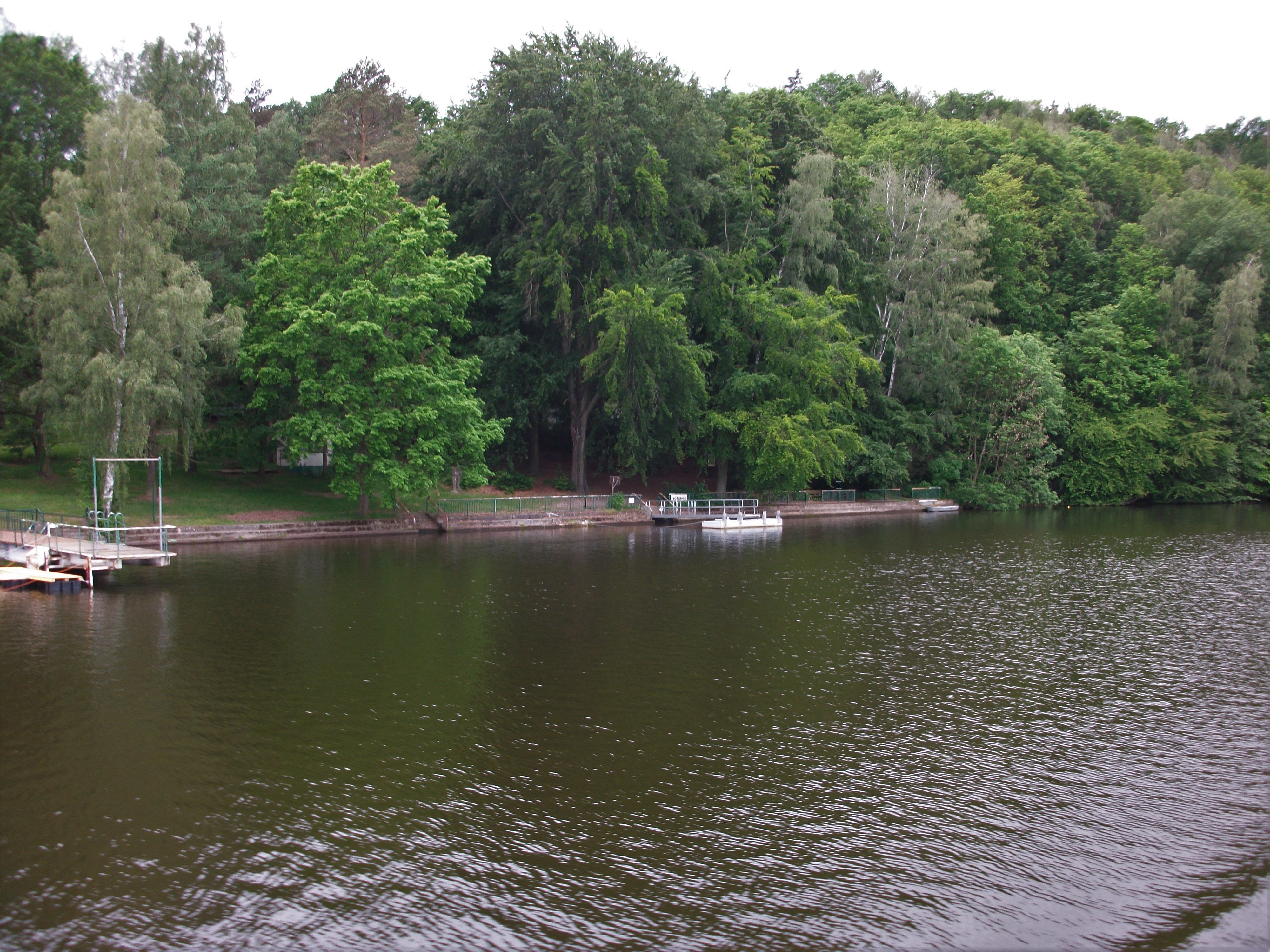
Talsperre Kriebstein, Anlegestelle Höfchen

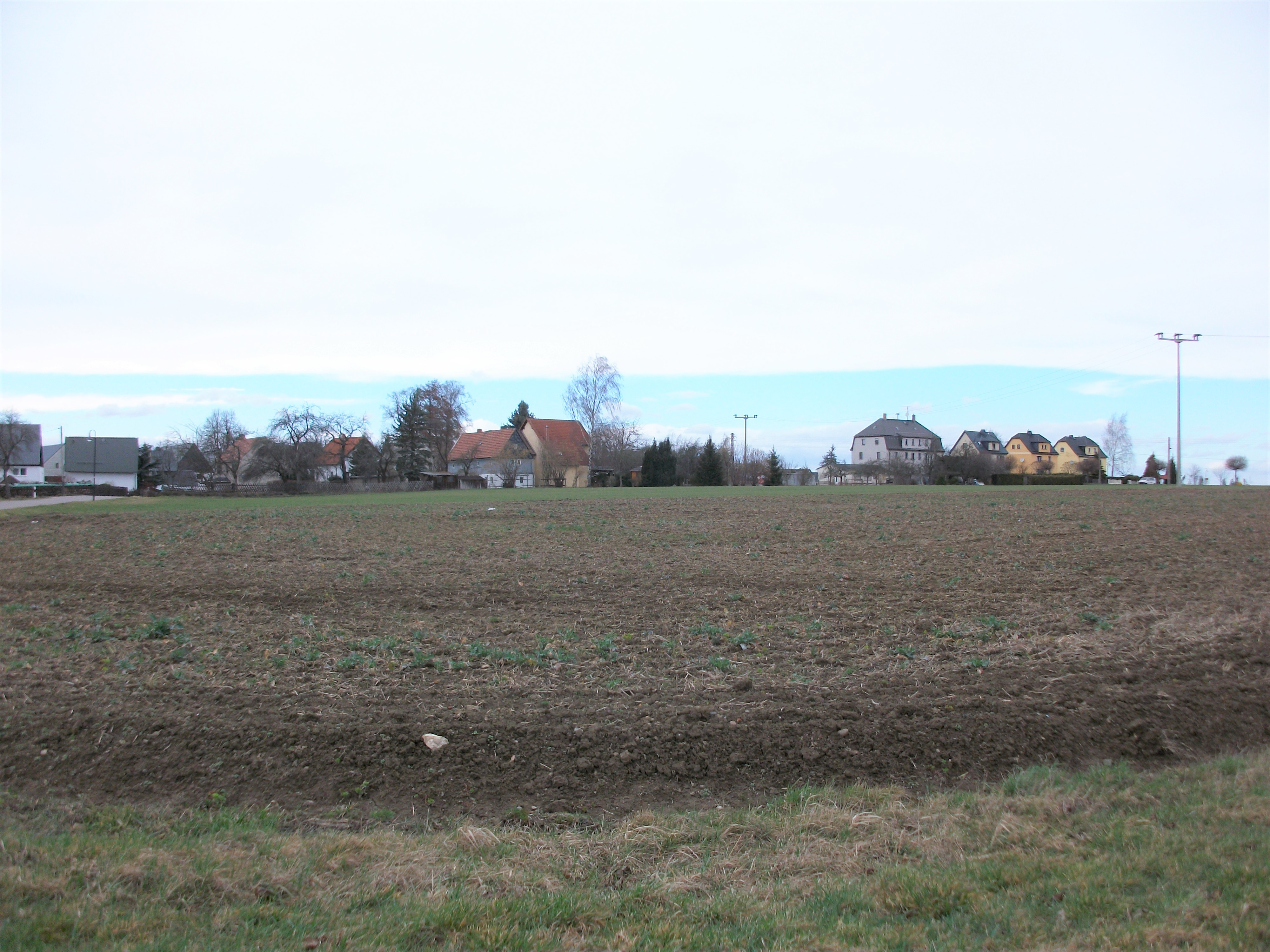
Höfchen, Ortsansicht

Höfchen liegt nördlich des Unterlaufs der Talsperre Kriebstein, in der die Zschopau gestaut wird. Zur Zschopau hin fällt das Gelände mehrere Meter steil ab. Dort befindet sich die Schiffsanlegestelle des Orts. Der Ortsteil Höfchen besteht aus der westlichen Siedlung Höfchen und der östlichen Siedlung Moritzfeld.

### Nachbarorte
| Beerwalde |                                             | Kriebstein |
|           | Kompassrose, die auf Nachbargemeinden zeigt |            |
| Tanneberg | Falkenhain                                  |            |

## Geschichte
Höfchen wurde im Jahr 1445/47 als „das Hoffchen“ erstmals erwähnt. Bezüglich der Besiedlungsstruktur wird Höfchen als Platzdorf mit Häuserzeile (Moritzfeld) und parzelliger Waldhufenflur erwähnt. Der Ortsteil Moritzfeld wurde erst um 1730 unter Moritz Friedrich von Milkau angelegt. Höfchen und Moritzfeld gehörten bis ins 19. Jahrhundert zur Grundherrschaft der Burg Kriebstein. Im Jahr 1588 wurden die Besitzungen der ehemaligen Herrschaft Kriebstein, zu der auch Höfchen und Moritzfeld gehörten, ins Amt Rochlitz integriert. Somit gehörte Höfchen mit Moritzfeld bis 1856 zum kursächsischen bzw. königlich-sächsischen Amt Rochlitz. Bei den im 19. Jahrhundert im Königreich Sachsen durchgeführten Verwaltungsreformen wurden die Ämter aufgelöst. Dadurch kam Höfchen im Jahr 1856 unter die Verwaltung des Gerichtsamts Waldheim und 1875 an die neu gegründete Amtshauptmannschaft Döbeln. Kirchlich ist der Ort nach Beerwalde gepfarrt.
Im Jahr 1922/23 wurde die bis dahin selbstständige Gutssiedlung Kriebstein mit der Burg Kriebstein eingemeindet, welche bis dahin in der Flur von Beerwalde lagen. Zwischen 1927 und 1929 wurde südlich von Höfchen die Zschopau zur Talsperre Kriebstein aufgestaut.
Nach dem Zweiten Weltkrieg erfolgte im September 1945 im Zuge der Bodenreform die Enteignung der Familie von Arnim auf Burg Kriebstein. In Höfchen wurde zu DDR-Zeiten von der SDAG Wismut das Pionier-Ferienlager „Ernst Thälmann“ errichtet und betrieben. Durch die zweite Kreisreform in der DDR kam die Gemeinde Höfchen mit Kriebstein im Jahr 1952 zum Kreis Hainichen im Bezirk Chemnitz (1953 in Bezirk Karl-Marx-Stadt umbenannt), der ab 1990 als sächsischer Landkreis Hainichen fortgeführt wurde und 1994 im Landkreis Mittweida bzw. 2008 im Landkreis Mittelsachsen aufging.
Am 1. Januar 1994 wurde die Gemeinde Höfchen mit den bisherigen Gemeinden Ehrenberg und Kriebethal zur Gemeinde Kriebstein zusammengeschlossen.